# Slave to the Thrill
Slave to the Thrill è il terzo album in studio degli Hurricane, pubblicato nel 1990 per l'etichetta discografica Enigma Records.

## Tracce
1. Reign of Love – 4:48
2. Next to You – 3:37
3. Young Man – 3:53
4. Dance Little Sister – 4:52
5. Don't Wanna Dream – 5:06
6. Temptation – 3:13
7. Ten Thousand Years – 5:45
8. In the Fire – 1:06
9. Let it Slide – 3:29
10. Lock me Up – 4:37
11. Smiles Like a Child – 3:42

## Formazione
- Kelly Hansen - voce
- Doug Aldrich - chitarra
- Tony Cavazo - basso
- Jay Schellen - batteria